# Desmoclystia continuata
Desmoclystia continuata là một loài bướm đêm trong họ Geometridae.